# La valanga dei sioux
La valanga dei sioux (Hiawatha) è un film del 1952 diretto da Kurt Neumann.
È un film d'avventura statunitense a sfondo romantico con Vince Edwards, Yvette Duguay, Keith Larsen e Morris Ankrum. Ambientato in Nord America nel periodo precolombiano, è basato sul poema del 1855 The Song of Hiawatha di Henry Wadsworth Longfellow ed è incentrato sulle vicende del guerriero nativo americano Hiawatha.

## Produzione
Il film, diretto da Kurt Neumann su una sceneggiatura di Daniel B. Ullman e Arthur Strawn e un soggetto di Henry Wadsworth Longfellow, fu prodotto da Walter Mirisch per la Walter Mirisch Company e girato dal 2 giugno 1952.

## Distribuzione
Il film fu distribuito con il titolo Hiawatha negli Stati Uniti nel dicembre 1952 al cinema dalla Allied Artists Pictures.
Altre distribuzioni:
- in Finlandia il 2 aprile 1954 (Hiawatha - länsituulen poika)
- in Brasile (Torrente de Ódio)
- in Francia (Hiawatha)
- in Italia (La valanga dei sioux)

## Promozione
La tagline è: The Greatest of All Warriors...The Greatest of All Indian Stories!.